# Canthium megistocarpum
Canthium megistocarpum là một loài thực vật có hoa trong họ Thiến thảo. Loài này được Merr. & L.M.Perry mô tả khoa học đầu tiên năm 1945.